# Lauter (Bawaria)
Lauter – miejscowość i gmina w Niemczech, w kraju związkowym Bawaria, w rejencji Górna Frankonia, w regionie Oberfranken-West, w powiecie Bamberg, wchodzi w skład wspólnoty administracyjnej Baunach. Leży około 10 km na północny zachód od Bamberga.

## Dzielnice
W skład gminy wchodzą trzy dzielnice: Deusdorf, Lauter i Appendorf.

## Demografia
| Rok  | Liczba mieszk. |
| ---- | -------------- |
| 1970 | 1.000          |
| 1987 | 1.024          |
| 2000 | 1.124          |
| 2004 | 1.191          |
| 2006 | 1.148          |

## Oświata
(na 1999)

W gminie znajduje się 50 miejsc przedszkolnych (z 46 dziećmi).